# Soufli
Soufli (in greco Σουφλί?, in turco: Sofulu, in bulgaro: Soflu, Софлу) è un comune della Grecia situato nella periferia della Macedonia orientale e Tracia (unità periferica di Evros) con 17.691 abitanti secondo i dati del censimento 2001
A seguito della riforma amministrativa detta Programma Callicrate in vigore dal gennaio 2011 che ha abolito le prefetture e accorpato numerosi comuni, la superficie del comune è ora di 1.326 km² e la popolazione è passata da 4.258 a 17.691 abitanti.
Costruito tra l'Oriente e l'Occidente e sulle principali strade della seta, Soufli emerge come uno dei centri principali della sericoltura nel XVIII secolo. La città è diventata centro per il commercio di seta e ha vissuto quasi esclusivamente di sericoltura e di esportazioni di seta fino ai primi anni Ottanta. 